# ダウアー・962LM

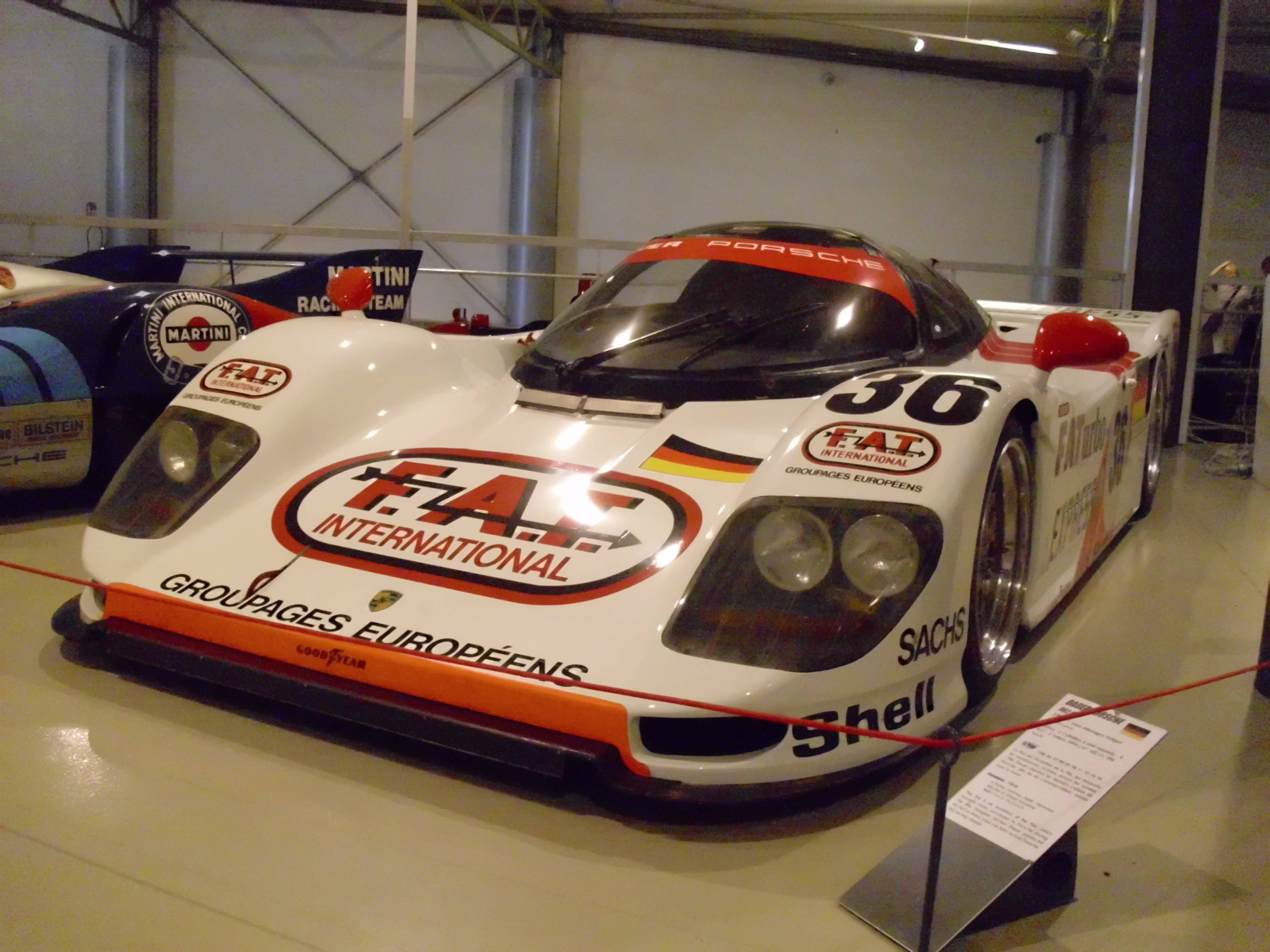
1994年ル・マンで優勝した36号車

ダウアー・962LM (Dauer 962LM) は、ポルシェ・962Cの公道仕様車として発売されたスーパーカーである。

## 概要
ヨッヘン・ダウアーはレースを休止した後にダウアー・シュポルトワーゲンを設立し、ポルシェ・962の公道向け改造事業を始めた。この開発をポルシェが支援して1993年9月に1号車が完成し、フランクフルトモーターショーに展示された。ポルシェはさらに2台の製作と、1994年のル・マン24時間レースへの参戦を提案した。この3台は、すべてポルシェ所有だったシャシから製造されている。
1994年のル・マン24時間レースは規定の変遷期にあり、エントリー台数を確保するためにプロトタイプカーとGTカーを両方受け入れることになった。ただし、プロトタイプカーの性能を制限するため、スキッドブロックの装着により空力性能を抑制し、燃料タンクを80リットルに制限するなど、GT1に有利な規定を作った。これにより、グループCのプロトタイプカーは全盛期との比較で20秒以上遅くなっている。
962LMはGT1として参戦するための1台の公道走行可能なナンバー取得車両が発表され、これを小変更した物がル・マンに参戦すると予想されていた。しかし、この公式発表車とは別にボディ前後を延長し、排気ダクト位置の変更等、空力性能に寄与する大幅な改修を受けたレース仕様車のロードカーが認可を取っており、ル・マンの予備予選時に公開された。実質的にポルシェワークスのル・マン・ポルシェ・チーム/ヨースト・レーシングチームからハンス＝ヨアヒム・スタック/ダニー・サリバン/ティエリー・ブーツェン組が35号車、ヤニック・ダルマス/ハーレイ・ヘイウッド/マウロ・バルディ組が36号車でル・マンに参戦し、決勝では36号車がグループCのトヨタ・94C-Vとの首位争いを制して優勝した。
小規模メーカーやアマチュアレーサーを優遇する設定であったGT1クラスに、大幅アップデートを施したグループCカーとポルシェのワークス体勢で出走し、後出しになったレース仕様車発表など、参戦経緯を巡って物議をかもした。
ダウアーは1994年のル・マン終了後も、ロードカーを10台以上を製造販売した。